# Parexarnis pseudosollers
Parexarnis pseudosollers là một loài bướm đêm trong họ Noctuidae.